# Taphozous troughtoni
Taphozous troughtoni là một loài động vật có vú trong họ Dơi bao, bộ Dơi. Loài này được Tate mô tả năm 1952.